# Giardino di pioggia
I giardini di pioggia (o rain gardens) o meglio giardini della pioggia sono giardini usati per controllare il processo d’infiltrazione dell’acqua piovana all’interno di superfici non impermeabilizzate.  I giardini di pioggia, e in generale tutte le infrastrutture verdi, diminuiscono la portata delle acque di deflusso, le quali non possono penetrare in superfici impermeabili come strade e tetti. Per evitare che l'acqua finisca in massa negli impianti fognari, provocando allagamenti, i giardini la trattengono e la lasciano filtrare gradualmente.
I giardini di pioggia, come altri dispositivi correlati all'approccio ecologico  Low Impact Development (LID), permettono un equilibrio fra ritenzione idrica e infiltrazione completa dell'acqua nel terreno, evitando così spostamenti massicci di acqua in un breve lasso di tempo, ma anche situazioni di ristagno.
I giardini di pioggia sono caratterizzati da una depressione poco profonda costituita da terreno drenante, il quale favorisce l'infiltrazione e la raccolta delle acque superficiali. La vegetazione presente, costituita perlopiù da specie autoctone, consente di contenere possibili allagamenti temporanei dovuti a forti piogge e di eliminare attraverso la filtrazione e il processo di fitorisanamento alcuni inquinanti trasportati dall'acqua piovana. Le piante presenti devono saper tollerare l'umidità, ma anche resistere a periodi di siccità.

## Generalità
Lo sviluppo dei giardini di pioggia risale agli  anni '90, sulla base dell'approccio australiano di gestione sostenibile delle acque  Water Sensitive Urban Design  (WSUD). L'obiettivo di questa filosofia è quello di sostituire impianti di ingegneria idraulica con dispositivi biologici che ricalchino il  ciclo idrologico naturale. Si tratta di un metodo che, invece di convogliare l'acqua in condotti o tubature, prevede di utilizzare strategie che permettono di rallentare e depurare l'acqua piovana tramite infiltrazione nel terreno e di ricaricare la falda. Analogamente:
• nel Regno Unito, si è sviluppata la tecnica del Sustainable Drainage Systems (SuDS)
• nello stato del Maryland negli Stati Uniti, si è affermata la tecnica del Low Impact Development (LID)
Alla base di questa filosofia sta il fatto che, in zone come  foreste e praterie, l’acqua riesce, attraverso la vegetazione, a penetrare nel  terreno lentamente. Al contrario, l’acqua non riesce ad infiltrarsi attraverso  superfici impermeabili, come strade, tetti e terreno compattato da un intenso traffico veicolare. In queste situazioni, l’acqua viene convogliata nel sistema fognario e nei corsi d’acqua, trasportando con sé diversi inquinanti e provocando allagamenti che danneggiano strade e proprietà.
Le superfici impermeabili cittadine, inoltre, assorbono molto calore durante il periodo estivo, causando il fenomeno detto isola di calore. Tutto questo è aggravato dai cambiamenti climatici, a cui si ricollegano piogge più distruttive e ondate di calore eccessive. Le infrastrutture verdi, tra cui rientrano anche i giardini di pioggia, possono ridurre queste problematiche.
I giardini di pioggia:
• contengono i possibili allagamenti
• separano i materiali idrosolubili e tossici dall’acqua attraverso il terreno
• rinvigoriscono le falde acquifere
Per costruire un giardino di pioggia è necessario mappare il sito scelto e individuare poi la direzione che l’acqua piovana prende dopo la sua caduta. 
In caso di piogge particolarmente abbondanti, l'eccesso di acqua deve essere indirizzato negli scarichi esistenti. È sconsigliato progettare un giardino di pioggia su terreni con  pendenza maggiore al 10%, per evitare  fenomeni di erosione. 
Il terreno deve avere una buona capacità di drenaggio, anche in caso di piogge molto intense.

## Piante
I giardini di pioggia sono giardini a bassa manutenzione. È necessario, quindi, che le piante che vi si trovano non necessitino di composti chimici o acqua in più oltre a quella piovana. 
La scelta delle piante dipende dalla composizione del terreno:
• piante che amano l'umidità sono adatte a terreni argillosi o a drenaggio lento
• piante che amano un terreno più asciutto sono adatte a terreni sabbiosi o a drenaggio rapido
Il numero di  piante all'interno di un giardino di pioggia non deve essere eccessivo: ogni  pianta deve avere un suo spazio di crescita. La densità consigliata è di 6-10 piante per metro quadrato.
Le  piante scelte non devono includere  specie invasive, che rendono più complessa la manutenzione del giardino. 
È utile scegliere piante  autoctone perché non richiedono acqua in più oltre a quella piovana. Scegliere piante autoctone porta benefici in quanto si adattano bene al clima locale e interagiscono bene con i microrganismi del suolo.
Le specie vegetali devono essere scelte anche in base al periodo di fioritura e all'altezza. Le piante più alte prendono posto all'interno del giardino, dove il terreno è più profondo, mentre le altre ai bordi. Questo perché le essenze vegetali più alte necessitano di più spazio per le proprie radici.
Piante le cui radici sono soggette a marcire, come Azalea, Ginepro e Ligustro cinese, o piante per giardini in stile mediterraneo, come la lavanda, sono da evitare.
Le piante sono utili poiché assorbono l'acqua e la rilasciano nell'aria grazie al processo di evapotraspirazione.

### Classificazione in zone

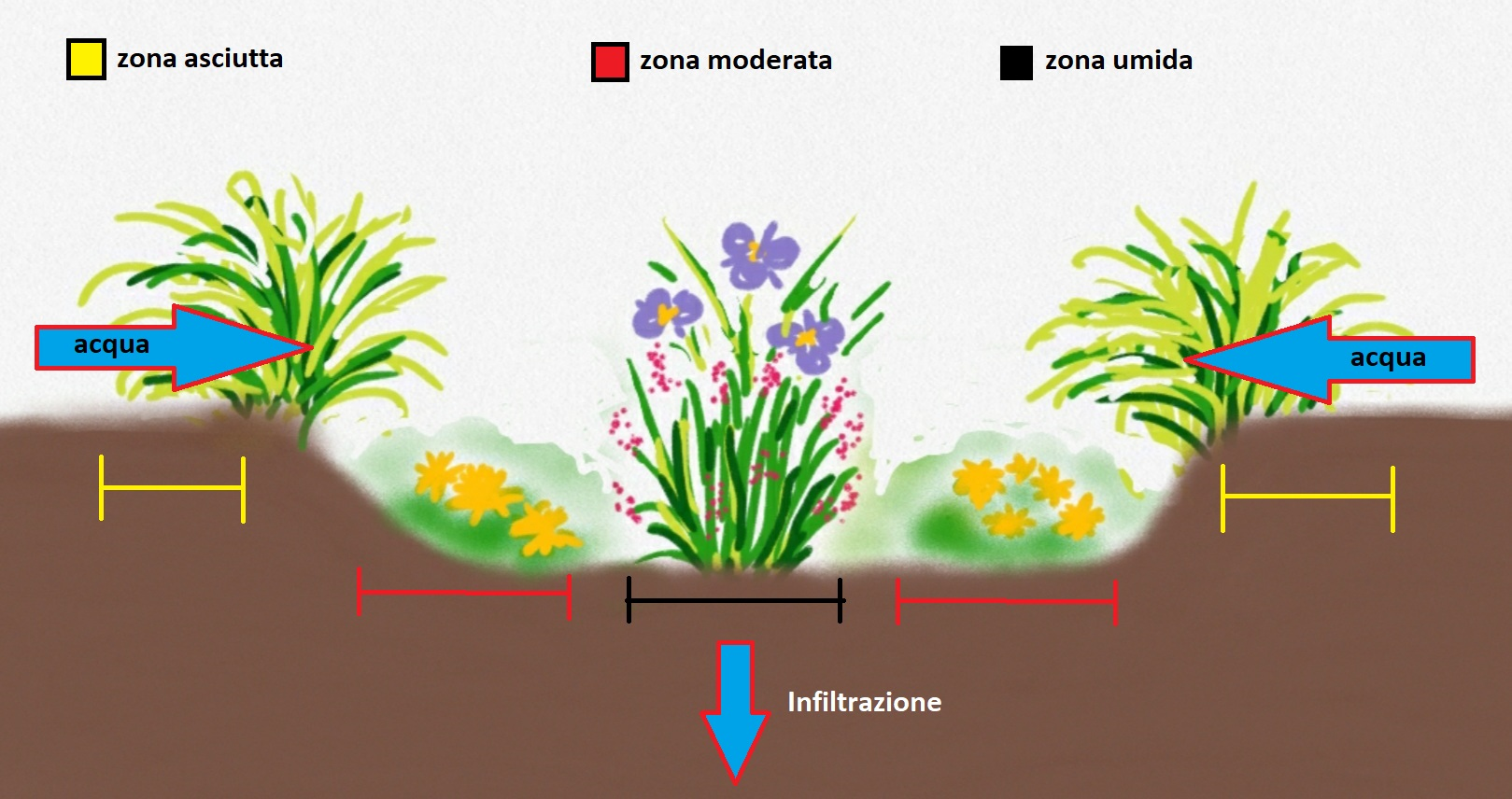
Schema della struttura di un giardino di pioggia (rain garden)

Un giardino di pioggia è suddiviso secondo tre  aree, stabilite in base all'umidità del  terreno e all'esposizione al sole:
• Zona  umida: accoglie  piante che preferiscono un terreno umido ma che sanno tollerare anche quello asciutto. Non sono quindi adeguate piante acquatiche
• Zona moderata: vi si trovano piante che tollerano ugualmente sia  terreno  umido che asciutto
• Zona asciutta: ospita piante che gradiscono un  terreno asciutto, anche per periodi di tempo prolungati
Queste zone riflettono le  aree del giardino che, in caso di allagamento, riceveranno più o meno acqua. Piante che amano l'idratazione e sono più resistenti devono essere posizionate nei punti di afflusso e deflusso, con la funzione di rallentare l'acqua che entra nel giardino. In zone soggette ad erosione devono invece essere collocate piante che crescono fitte e vicine al suolo.

## Terreno
Il terreno dei giardini di pioggia è composto in prevalenza da strati di terreno sabbioso, ricco di sostanze organiche, e pacciame.

### Utilizzo del pacciame
Il  pacciame ha diverse funzioni utili all'interno di un giardino di pioggia:
• ombreggia il  terreno
• contribuisce a mantenere il  terreno  umido e riparato dal caldo durante i periodi di siccità
• diminuisce la presenza di  erbacce
• grazie alla sua attività microbica, elimina alcuni degli  inquinanti presenti nell'acqua piovana

### Utilizzo di rocce e ghiaia
Rocce e ghiaia sono molto utili in prossimità delle zone di afflusso e deflusso di un giardino di pioggia. Diminuendo l'energia dell'acqua e limitando l'erosione, rendono più facile la manutenzione del giardino.

### Utilizzo del compost
Il compost può essere utile a coprire la base del giardino di pioggia. Il compost infatti:
• rende più  fertile il suolo
• filtra gli  inquinanti

## Manutenzione
Per i primi due anni, finché le piante inserite nel giardino non saranno cresciute abbastanza,  è necessario estirpare le  erbacce costantemente e potare alcune piante.
Passati i primi due anni, le specie vegetali inserite riempiranno tutto lo spazio del giardino impedendo alle infestanti di crescere.
Le piante arrivate alla fine del loro ciclo vitale possono essere lasciate all'interno della struttura, in quanto utili come cibo per la fauna selvatica.
Lo strato di pacciamatura deve essere mantenuto, reintegrandolo di tanto in tanto.
Vanno tolti sedimenti e materiale eroso entrato nel giardino attraverso l'acqua. Se spostate, le rocce devono essere reinserite al loro posto per poter dissipare l'energia dell'acqua in entrata.
Se il giardino rimane allagato per lunghi periodi, può essere necessario deviare l'acqua dal suo interno, in modo che le piante non ne ricevano troppa.
La permeabilità del suolo va mantenuta per evitare ristagni.
L'uso di attrezzature pesanti è da evitare durante la manutenzione, perché provocherebbe la compattazione del terreno, contrastando il drenaggio.

## Protezione dall'inquinamento
I giardini di pioggia sono dispositivi che possono essere utilizzati per risolvere alcuni problemi riguardanti l'inquinamento e il progressivo impoverimento delle falde acquifere. Queste problematiche sono dovute prevalentemente all'urbanizzazione, che genera un forte degrado ecologico dei corsi d'acqua che drenano il suolo urbano, la cosiddetta urban stream syndrome.
L'acqua piovana, scorrendo su superfici impermeabili, porta con sé idrocarburi, prodotti chimici, materiale derivante dall'asfalto delle strade e metalli pesanti. Infatti, il deflusso dell'acqua piovana, nella prima ora, ha un indice di inquinamento molto superiore rispetto a quello dei liquami. Questi inquinanti finiscono irrimediabilmente nei nostri bacini idrografici, poiché la gestione dell'acqua piovana, secondo l'ingegneria idraulica classica, ha da sempre previsto di trasferire gli inquinanti da un luogo ad un altro, senza ovviare effettivamente al problema. 
I giardini di pioggia, basandosi sull'approccio di gestione dell'acqua piovana Low Impact Development (LID),depurano l'acqua piovana infiltratasi al loro interno attraverso le colonie batteriche presenti nel terreno e attraverso il fitorisanamento.

### Giardini di pioggia e fitorisanamento

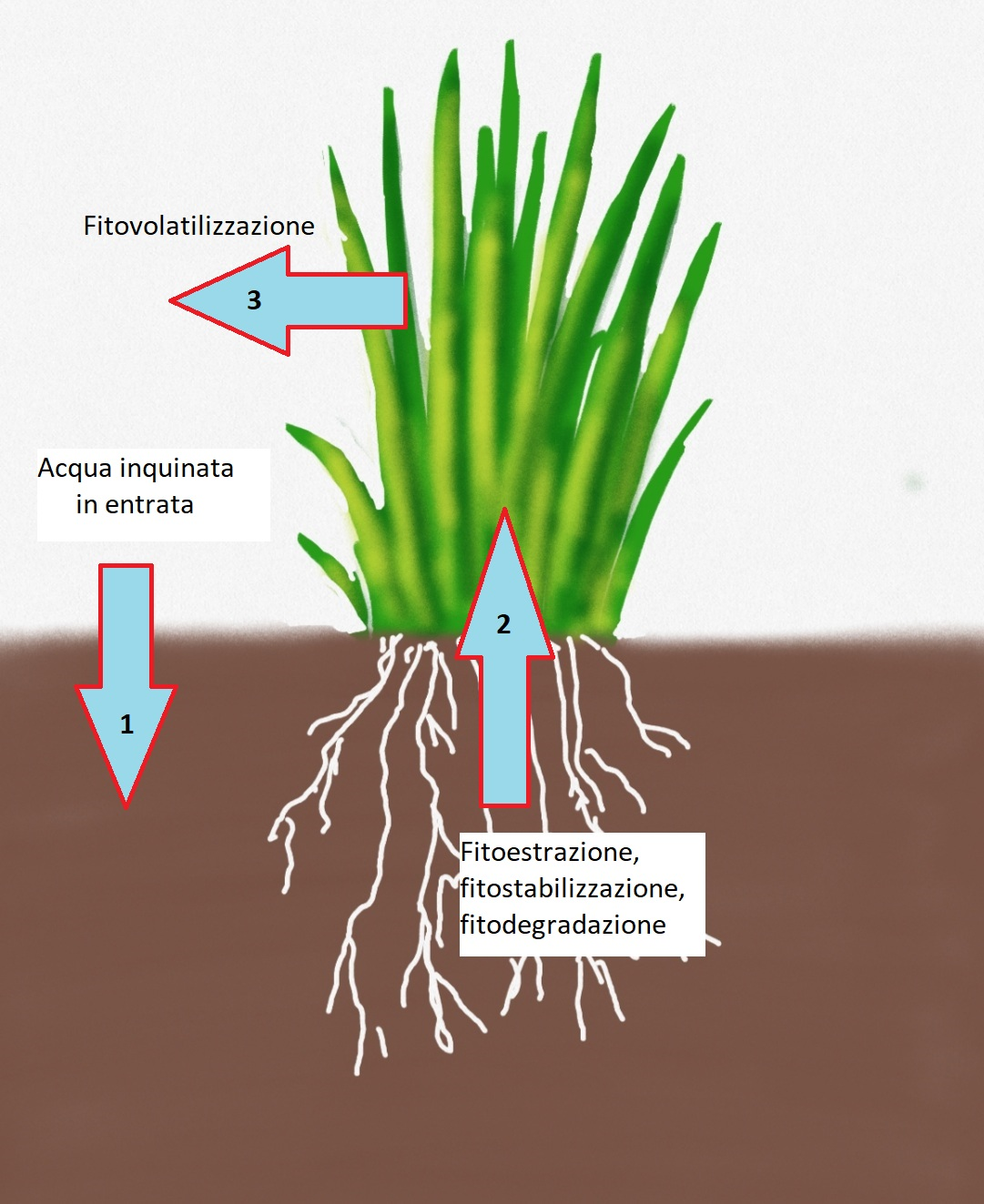
Schema che rappresenta il processo di fitorisanamento

I giardini di pioggia possono essere identificati come dispositivi di fitorisanamento, una tecnologia che utilizza le  piante per eliminare gli inquinanti presenti nel suolo, nell'acqua o nell'aria.
Quando l'acqua piovana entra nelle reti fognarie, gli inquinanti vengono raccolti e semplicemente trasferiti in altro luogo. Nel fitorisanamento, invece, gli inquinanti vengono metabolizzati subito, in tre fasi:
1. l'acqua carica di inquinanti penetra nel terreno
2. avvengono i processi di fitoestrazione, fitostabilizzazione e fitodegradazione. Gli inquinanti vengono assorbiti dalle piante attraverso le radici e all'interno della pianta comincia un processo metabolico in grado di trasformare i contaminanti in molecole più semplici
3. con la fitovolatilizzazione, gli inquinanti trasformati vengono rilasciati attraverso la normale traspirazione delle piante

## Luoghi di utilizzo
I giardini di pioggia sono adatti per essere situati lungo viali e strade ma anche nelle proprietà private. Non devono però essere collocati troppo vicino agli edifici, in quanto l'infiltrazione di acqua nel terreno potrebbe provocare danni alle fondamenta di tali strutture. Inoltre, è consigliato esporre i giardini di pioggia in pieno sole, lontano da grandi alberi che potrebbero ombreggiare il terreno, in modo che il giardino possa asciugarsi bene tra una pioggia e l'altra.
I giardini di pioggia possono essere utilizzati anche all'interno di aree di parcheggio, sia per rendere meno asettica la struttura, sia per renderla più ecologica. In questo caso sono però necessari dei tubi sotterranei che connettano il giardino a bacini di infiltrazione per evitare danni in caso di piogge molto forti.
I giardini di pioggia non sono le strutture più adatte a terreni che rimangono costantemente bagnati. Infatti, un giardino di pioggia deve mantenere la capacità di drenare completamente entro 24h dalla fine della precipitazione.

## Altri benefici di un giardino di pioggia
Oltre a ridurre l'inquinamento e a prevenire allagamenti dovuti a forti piogge, i giardini di pioggia fungono da habitat per la fauna selvatica, che può trovare protezione e nutrimento al loro interno. Inoltre, portano la qualità dell'aria a migliorare.  I giardini di pioggia hanno anche un valore estetico e, non prevedendo ristagni d'acqua, non favoriscono lo sviluppo di zanzare.